# 焦作万方
焦作万方铝业股份有限公司 （深交所：000612）是中国深圳证券交易所的一家上市公司，主营业务范围为有色金属冶炼及压延加工业。
2011年，该公司主营业务收入为5969513086.88元，公司净利润为381283803.39元，公司总资产为4922087171.88元。